# Mieke Düvel
Mieke Düvel (* 1. Juli 1997 in Geesthacht) ist eine ehemalige deutsche Handballspielerin.

## Karriere
Mieke Düvel spielte anfangs beim TSV Barsinghausen. Zur Saison 2011/12 schloss sich die Rückraumspielerin der HSG Hannover-Badenstedt an. Mit der B-Jugend der HSG Hannover-Badenstedt gewann sie 2012 die deutsche Meisterschaft. Weiterhin errang sie 2013 die Bronzemedaille sowie ein Jahr später die Silbermedaille bei der deutschen A-Jugendmeisterschaft. Düvel besaß ab 2014 für zwei Jahre ein Zweitspielrecht für den SVG Celle, für den sie in der Bundesliga auflief. Anschließend trat sie mit der Damenmannschaft von Hannover-Badenstedt in der 2. Bundesliga an. Im Sommer 2018 wechselte Düvel zum Bundesligisten Buxtehuder SV.
Düvel zog sich am 25. Februar 2021 im Training eine Verletzung am rechten Fuß zu. Da Düvel nach über einem Jahr noch unter den Folgen der Verletzung litt, beendete sie im April 2022 ihre Karriere. Für den BSV erzielte sie 78 Treffer in 58 Pflichtspielen.
Düvel bestritt acht Länderspiele für die deutsche Juniorinnen-Nationalmannschaft.